# سينثيا سكوت
سينثيا سكوت هي منتجة أفلام وكاتبة سيناريو ومخرجة كندية، ولدت في 1939 في وينيبيغ في كندا.

## وصلات خارجية
- سينثيا سكوت على موقع IMDb (الإنجليزية)
- سينثيا سكوت على موقع ألو سيني (الفرنسية)
- سينثيا سكوت على موقع أول موفي (الإنجليزية)
- سينثيا سكوت على موقع قاعدة بيانات الفيلم (الإنجليزية)
- سينثيا سكوت على موقع كينوبويسك (الروسية)